# Jacques de Milly
Jacques de Milly est le 37e grand maître des Hospitaliers de l'ordre de Saint-Jean de Jérusalem.

## Sources bibliographiques
- Bertrand Galimard Flavigny, Histoire de l'ordre de Malte, Paris, Perrin, 2006 (ISBN 2262021155 et 978-2262021153)
- E. Parinet, « Le Grand prieuré et les Grands prieurs d'auvergne », Mémoires de la société des sciences naturelles et archéologiques de la Creuse, t. XXV,‎ 1931, p. 1-40, lire en ligne sur Gallica